# 弗拉迪米尔·什米采尔
華特米亞·史米沙（捷克語：Vladimír Šmicer，1973年5月24日—），捷克足球運動員，前捷克國家足球隊成員，於2009年11月宣佈退役。
史米沙成名於法甲朗斯，1999年被利物浦主教練侯利亞賞識，代替離隊的麥馬拿文。在利物浦期間由於傷患較多，而且侯利亞的戰術保守，因此令擔任進攻中場的史米沙不能發揮所長，並非利物浦主力球員，多為作左、右中場替工。2005年歐洲冠軍聯賽決賽中，史米沙於23分鐘代替受傷的基維爾上場，射入20多碼的遠射，成為利物浦逆轉勝的關鍵，最終助利物浦奪得歐冠盃。該季後史米沙離開利物浦，加盟法甲波爾多。2007年決定回歸母會布拉格斯拉維亞。

## 榮譽

### 朗斯
- 1997/98 法甲
- 1998/99 法國聯賽盃

### 利物浦
- 2000/01 英格蘭聯賽盃
- 2000/01 英格蘭足總盃
- 2000/01 歐洲足協盃
- 2001/02 英格蘭社區盾
- 2001/02 歐洲超級盃
- 2002/03 英格蘭聯賽盃
- 2004/05 歐洲聯賽冠軍盃

### 波爾多
- 2006/07 法國聯賽盃